# Privatnotenbankgesetz
Das deutsche Privatnotenbankgesetz vom 30. August 1924 wurde vom Reichstag verabschiedet, um nach der Hyperinflation 1923 die Privatnotenbanken in Deutschland gesetzlich besser zu regeln.

## Geschichte
Mit der Reichsgründung 1871 erhielt die Reichsbank kein Monopol auf die Emission von Banknoten. Die bestehenden Notenbanken behielten das Recht, Banknoten in einem Umfang herauszugeben, der in der Anlage zu § 9 des Bankgesetzes vom 14. März 1875 festgehalten war. Vor Erlass des Bankgesetzes vom 14. März 1875 existierten im Deutschen Kaiserreich 33 Privatnotenbanken, die überwiegend im Zeitraum 1850 bis 1860 gegründet worden waren. Durch das Bankgesetz ging aus der Preußischen Notenbank die staatliche Reichsbank hervor. Da diese sich zum dominierenden Institut entwickelte, schrumpfte die Zahl der konkurrierenden privaten Notenbanken bis 1878 auf 17 Institute (vgl. Liste Deutscher Privatnotenbanken). Zu Beginn des 20. Jahrhunderts gab es noch sieben Notenbanken.
Mit dem Ende des Kaiserreiches 1918 bestanden dann nur noch vier Privatnotenbanken in Deutschland: die Bayerische Notenbank in München, die Badische Bank in Mannheim, die Sächsische Bank zu Dresden und die Württembergische Notenbank in Stuttgart. Nach der Hyperinflation von 1923 wurde das Privatnotenbankgesetz vom 30. August 1924 erlassen. Die Bayerische Notenbank und die Sächsische Bank zu Dresden durften nach diesem Gesetz jährlich maximal je 70 Millionen auf Reichsmark lautende Banknoten ausgeben, bei den beiden anderen Banken wurde die Summe auf je 27 Millionen Reichsmark festgesetzt.
Nach der Machtergreifung der Nationalsozialisten wurde das Notenprivileg zum Ende des Jahres 1934 gesetzlich abgeschafft. Grundlage war eine Kündigungsmöglichkeit im Gesetz über die Privatnotenbanken nach zehn Jahren.